# Klostebol
Klostebol (4-chlortestosteron), obvykle ve formě esteru clostebol acetátu, je syntetický anabolicko-androgenní steroid (AAS). Klostebol je 4-chlorový derivát přírodního hormonu testosteronu. Chlorace zabraňuje přeměně na dihydrotestosteron (DHT) a zároveň způsobuje, že tato chemická látka není schopna přejít na estrogen. I když se obvykle používá jako ester včetně klostebol acetátu (komerčně Macrobin, Steranabol, Alfa-Trofodermin, Megagrisevit), klostebol kaproát (Macrobin-Depot) nebo klostebol propionát (Yonchlon), nemodifikový Klostebol byl v Mexiku uveden na trh také pod názvem Trofodermin-S.
Klostebol je slabý AAS s potenciálním použitím jako lék zvyšující výkon. V současné době je zakázán Světovou antidopingovou agenturou. Chlordehydromethyltestosteron (Oral turinabol), kombinující chemické struktury klostebol a metandienon, byl široce používán ve východoněmeckém státem podporovaném dopingovém programu.

## Lékařské použití
Klostebol acetátová mast má oftalmologické a dermatologické použití. 

## Chemie
Klostebol, neboli 4-chlortestosteron (4-chlor-17β-hydroxyandrost-4-en-3-on), je syntetický androstanový steroid a derivát testosteronu. Jedná se konkrétně o 4-chlorovaný derivát testosteronu.

## Společnost a kultura

### Výživové doplňky
Příbuzný anabolický steroid, methylklostebol, je běžnou přísadou v takzvaných doplňcích stravy v rozvinuté formě 4-chlor-17α-methyl-androst-4-en-17β-ol-3-onu.

### Zveřejněné případy zneužití
Použití klostebolu vedlo k pozastavení účasti v soutěžích u řady sportovců z různých sportovních disciplín, včetně Freddyho Galvise z Philadelphie Phillies v roce 2012, Dee Gordona z Miami Marlins v roce 2016 či hráčky plážového volejbalu Viktorie Orsi Tothové, která se nesměla zúčastnit olympijských her v roce 2016.
V roce 2016 ukázala analýza, že moč Therese Johaugové obsahuje klostebol.  
V březnu roku 2024 měl italský tenista Jannik Sinner 2 pozitivní testy na klostebol.

### Regulace
V USA je klostebol uveden v seznamu v Příloze III.